# Watching
Watching är en låt av den brittiska gruppen Thompson Twins. En ommixad version släpptes som den fjärde singeln från albumet Quick Step and Side Kick i juli 1983. Den nådde som bäst 33:e plats på brittiska singellistan.

## Utgåvor
UK 7" (Arista TWINS1)
1. Watching (7" remix) – 3.50
2. Dancersaurus – 4.40

UK 7" formad bildskiva (Arista TWISD1)
1. Watching (7" remix) – 3.50
2. Dancersaurus – 4.40

UK 12" (Arista TWINS121)
1. Watching (You Watching Me) – 5:48
2. Dancersaurus (Even Large Reptiles Have Emotional Problems) – 5:50[2]